# Casteggio
Casteggio é uma comuna italiana da região da Lombardia, província de Pavia, com cerca de 6.375 habitantes. Estende-se por uma área de 17 km², tendo uma densidade populacional de 375 hab/km². Faz fronteira com Borgo Priolo, Calvignano, Casatisma, Corvino San Quirico, Montebello della Battaglia, Oliva Gessi, Robecco Pavese, Verretto.
Era conhecida como Clastídio (em latim: Clastidium) na época romana.

## Demografia
| Variação demográfica do município entre 1861 e 2011                               |
|                                                                                   |
| Fonte: Istituto Nazionale di Statistica (ISTAT) - Elaboração gráfica da Wikipedia |